# FIDO (Torpedo)
Der FIDO, offiziell unter den Bezeichnungen Mark 24 Mine und MK 24 geführt, sowie gelegentlich auch als Fido bezeichnet, war eine akustisch gesteuerte Waffe zur U-Bootbekämpfung der alliierten Streitkräfte im Zweiten Weltkrieg.

## Entwicklung
Ende 1941 gab die US Navy den Auftrag für die Entwicklung eines von Flugzeugen abgeworfenen Torpedos, der mittels akustischer Ortung ein getauchtes U-Boot zerstören konnte. Beteiligt bei der Entwicklung der Waffe war das Unterwasserlabor der Universität Harvard (Harvard Underwater Sound Lab, HUSL) und die Bell Telephone Labs für den Zielmechanismus. Western Electric sollte die Akkumulatoren für den elektrischen Antrieb, für den sich General Electric verantwortlich zeigte, beisteuern. Die Tests der Komponenten fanden im David Taylor Model Basin, einem der größten Versuchsbecken für strömungsdynamische Tests, in Maryland statt. Bereits im März 1943 wurden erste Serienexemplare an die Navy ausgeliefert. Der Codename Fido wurde bei dem Projekt bewusst gewählt, um potentielle Spione zu verwirren.

## Funktionsweise

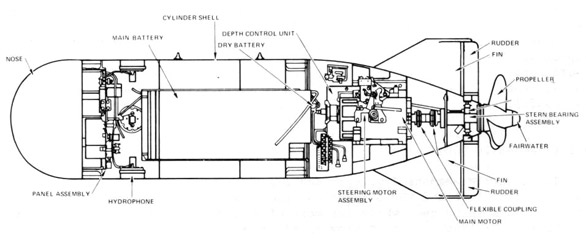
Schematischer Aufbau
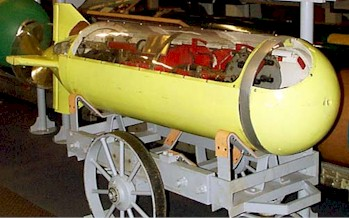
Torpedo Mark 24

Der Torpedo wurde von einem Flugzeug auf den von einem U-Boot beim Alarmtauchen zurückgelassenen Tauchwirbel gezielt und aus etwa 75 Metern Höhe abgeworfen. Danach begann die Waffe ihr Suchmuster, indem sie einen Kreis von ungefähr 3650 Metern Umfang durchlief. Die verbauten Hydrophone dienten dazu, die Kavitationsgeräusche der U-Boot-Schraube zu erfassen und darauf zuzusteuern. Die Laufzeit des Torpedos betrug rund zehn Minuten. Da getauchte U-Boote im Zweiten Weltkrieg kaum 10 Knoten Geschwindigkeit erreichten, war die Marschgeschwindigkeit des FIDO mit 12 Knoten vollkommen ausreichend. Fand der Torpedo nach dem Ende der Laufzeit kein Ziel, versenkte sich die Waffe selbst, damit sie nicht in feindliche Hände gelangen konnte.

## Einsatz
Neben den USA setzen auch Kanada und das Vereinigte Königreich die Waffe ein. Überwiegend fand sie Verwendung gegen U-Boote der deutschen Kriegsmarine. Der erste erfolgreiche Einsatz fand am 14. Mai 1943 statt. Eine PBY Catalina warf einen FIDO auf ein durch ein Flugzeug des Begleitträgers USS Santee durch MG-Feuer zum Tauchen gezwungenes deutsches U-Boot ab. Die Einsatzstatistik der Waffe wird durch die Operation Evaluation Group in ihrer Studie 289 wie folgt wiedergegeben:
| Einsatzart                                        | Anzahl |
| ------------------------------------------------- | ------ |
| Anzahl der Abwürfe durch die US Navy              | 142    |
| Anzahl der durch die US Navy versenkten U-Boote   | 31     |
| Anzahl der durch die US Navy beschädigten Boote   | 15     |
| Anzahl der FIDO-Einsätze der übrigen Alliierten   | 62     |
| Durch übrige alliierte Einsätze versenkte U-Boote | 6      |
| Durch übrige alliierte Einsätze beschädigte Boote | 3      |

Eine vergleichbare Waffe der deutschen Kriegsmarine war der Zaunkönig, der genauso mit einer akustischen Ortung arbeitete, jedoch von U-Booten gegen Überwasserziele eingesetzt wurde.